# Cerf blanc

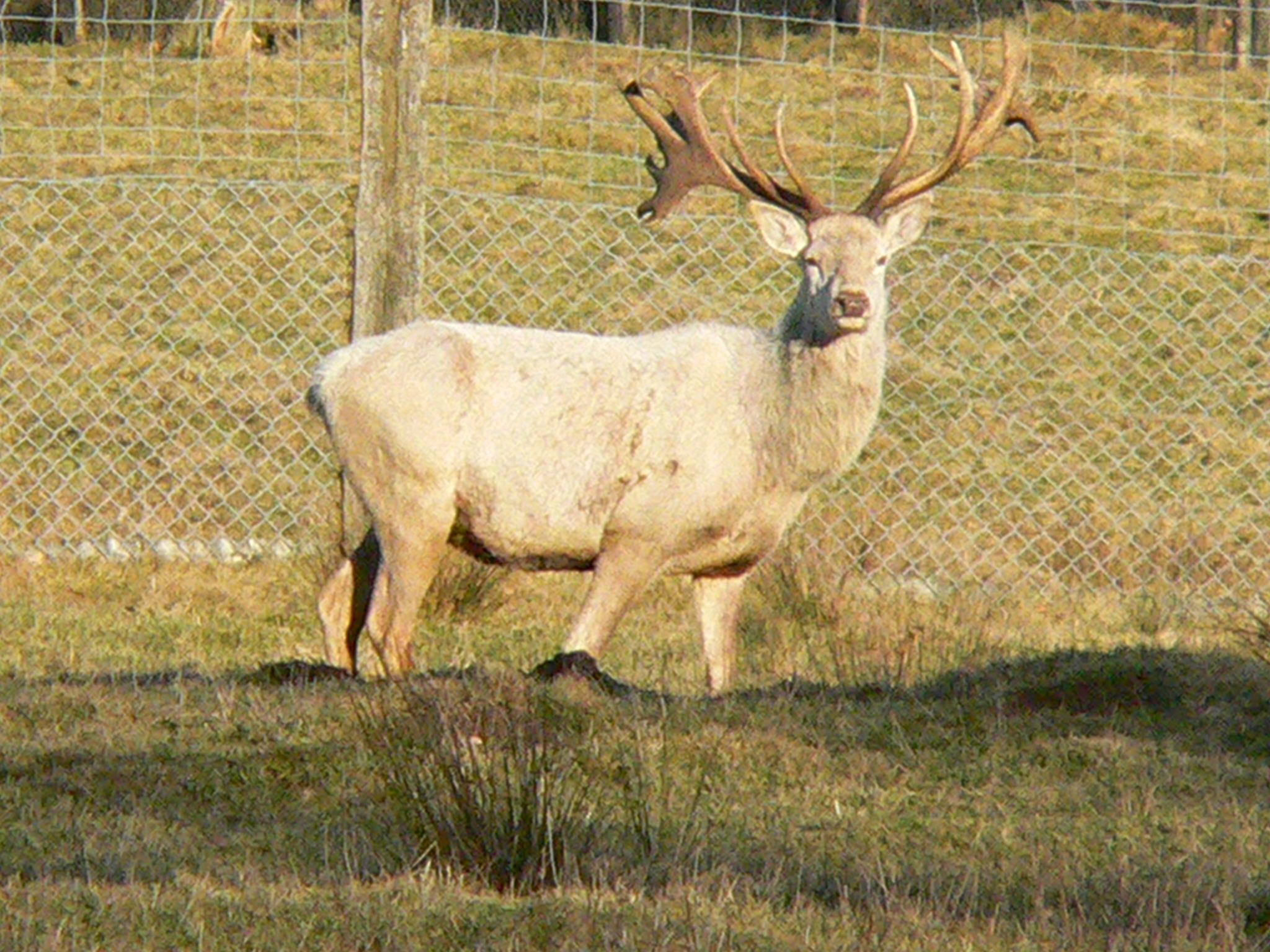
Cerf blanc dans un parc.

Un cerf blanc ou biche blanche est un cerf élaphe atteint de leucistisme, ce qui entraîne la perte de la couleur naturelle de ses poils et de sa peau. Le cerf blanc a joué un rôle important dans la mythologie de nombreuses cultures.

## Biologie et histoire
Le leucistisme est une anomalie génétique rare qui provoque une réduction des pigments des poils et de la peau d’un animal. La couleur naturelle du cerf élaphe varie du rouge foncé au marron. On pense souvent qu’ils sont albinos ; toutefois, au contraire des albinos, qui possèdent des yeux rouges caractéristiques, les cerfs atteints de leucistisme ont des yeux de couleur normale. Il se distingue biologiquement de l’albinisme car il entraîne une pigmentation réduite de tous les types de pigments, et pas seulement de la mélanine.
En 1974, le dernier troupeau de quarante six têtes de cerfs blancs évoluait dans la réserve non loin de Zehucise (Tchécoslovaquie). Ces cervidés étaient originaires de l'Inde et du Thibet, où ils étaient considérés comme animaux sacrés et élevés dans les jardins des monastères, mais leur souche s'y est éteinte. Ces animaux venus d'Asie se sont retrouvés en Europe centrale parce qu'en 1780, un maharadjah indien eu l'idée de faire don de quelques cerfs blancs au gouvernement de Bohême. Et ils s'y sont reproduit mieux que dans leur patrie d'origine. C'est après la première guerre mondiale que leur conservation a été commencée par l'Institut de recherche forestière et cynégétique de Zbraslav. Pour veiller sur ces animaux, on les croisa avec des cerfs rouge-brun, ce qui empêcha la dégénérescence et l'extinction progressive, au prix, il est vrai, d'une perte partielle de la coloration blanche pure initiale. 

## Symbolique

### Mythes et légendes
Les cerfs blancs occupent une place importante dans la mythologie de nombreuses cultures. Les Celtes les considéraient comme des messagers de l’Autre Monde ; ils ont également joué un rôle important dans d’autres cultures pré-indo-européennes, notamment celles du Nord,. Les Celtes croyaient que le cerf blanc apparaissait dès que quelqu’un violait un interdit religieux, comme lorsque Pwyll a pénétré dans les territoires de chasse d’Arawn. La légende arthurienne affirme que la créature arrive toujours à échapper à la capture, et que la poursuite de l'animal représente la quête spirituelle de l’être humain. Elle annonçait également qu’il était temps pour les chevaliers du royaume de poursuivre une quête.
Dans la religion chrétienne, le cerf blanc apparaît de manière récurrente comme une représentation de Jésus-Christ, en particulier dans les légendes de la conversion du martyr saint Eustache ainsi que dans celle de saint Hubert.
On a également évoqué le cerf blanc dans la société contemporaine pour sa symbolique. Robert Baden-Powell, fondateur du Scoutisme, s’est adressé aux scouts lors du Jamboree de 1933 à Gödöllő, en Hongrie, à propos du cerf blanc :

« Le cerf blanc a un message pour vous. Dans le temps, les chasseurs poursuivaient le cerf miraculeux, non pas parce qu’ils s’attendaient à le tuer, mais parce que la joie de la chasse les a menés vers de nouvelles aventures et vers le bonheur. Vous pouvez considérer le cerf blanc comme le véritable esprit du scoutisme, bondissant plus loin et plus haut, vous aidant toujours à passer les obstacles, pour vivre de nouvelles aventures dans votre poursuite incessante des objectifs plus élevés du scoutisme. »

— Discours de clôture aux scouts de Baden-Powell, 
Aujourd’hui, la branche hongroise des scouts utilise le cerf blanc comme symbole. Le cerf blanc est également très présent dans la mythologie hongroise ; on croyait qu’un cerf blanc avait mené les frères Hunor et Magor à Scythie, une action qui avait précédé la formation des peuples hunnique et magyar. Le programme de développement du leadership du cerf blanc base la plupart de son esprit et de ses traditions sur le cerf blanc de la mythologie hongroise.

### Raisons du symbolique
La couleur blanche a longtemps été associée à la pureté et dans la culture celtique, la couleur représentait aussi l’Autre Monde. Dans la société moderne, les gens ont agi pour protéger le cerf blanc comme un vestige de beauté, et sa chasse a souvent provoqué de la colère à cause de sa nature rare et insaisissable,. Le blanc peut aussi être un symbole de paix ou de trêve.
Pour les premiers hommes, le cerf représentait une ressource de grande valeur, qui fournissait de la nourriture, des vêtements et d’autres accessoires ; il se peut que le cerf ait joué un rôle dans la culture totémique.

## Dans les œuvres de fiction
Dans Guigemar, un des douze lais de Marie de France (soi-disant basés sur des légendes des Bretons insulaires), une biche blanche avec des bois de cerf apparaît comme un présage au personnage principal.
Le cerf blanc de la mythologie hongroise était le sujet d’un livre pour enfants du même nom.  The White Stag, écrit par Kate Seredy a remporté la prestigieuse médaille Newbery en 1938, en tant que meilleur livre pour enfants américain. Cette histoire décrit l'autorité d’Attila — aussi appelé Attila le Hun, le « fléau de Dieu » — , dans sa poursuite du cerf blanc mythique qui a mené son peuple vers de nouvelles terres et vers un nouveau foyer.
Le cerf blanc a joué un rôle important dans l’œuvre de C. S. Lewis, Le Lion, la Sorcière blanche et l'Armoire magique. Le cerf blanc apparaît deux fois. Ces apparitions sont bien distinctes l’une de l’autre : il tire le traîneau de la Sorcière blanche, mais c'est également lui qui a mené les enfants hors de Narnia. Il a été sous-entendu qu’il s’agissait là d’une marque de dualité entre le bien et le mal. Quiconque attrape un cerf blanc verra ses vœux être exaucés.
En 1974, le groupe de musique breton Tri Yann enregistre La Complainte de la blanche biche, une chanson sur une femme qui se change en biche chaque nuit et qui termine tragiquement tuée par des chasseurs.
Dans la saga Lancedragon, un cerf blanc géant est le messager du dieu Paladine. Il guide Huma afin de lui permettre de forger les Lancedragon, puis aide Sturm et ses compagnons pendant la guerre de la Lance afin d'échapper à l'armée draconienne.
Le cerf blanc apparaît aussi dans The Elder Scrolls V: Skyrim, dans lequel un grand cerf blanc est chassé, dans le cadre de la quête « Un soir au clair de lune ».
La légende du cerf blanc est le thème du deuxième épisode de la deuxième saison de l’anime Black Butler.
Le cerf blanc apparaît dans Harry Potter en tant que sortilège du Patronus, utilisé par le futur Harry Potter pour guider le Harry du présent. Le père de Harry est également connu pour utiliser le même Patronus.
Le Cerf Blanc, aussi connu comme Malorne, est un demi-dieu de la nature dans la série de jeux PC Warcraft.
Il apparaît juste avant que le héros rencontre la Dryade dans le jeu PC Quest for Glory.
Le cerf blanc est également utilisé dans les films Blanche-Neige et le Chasseur et Le Hobbit : La Désolation de Smaug.
Dans L'École de la nuit de Deborah Harkness, un cerf blanc apparaît lorsque Diana et Philippe se rendent dans un ancien temple dédié à Artémis pour offrir un sacrifice à la déesse.
Dans la série littéraire Les Sept Sœurs de Lucinda Riley, La Sœur de la Lune (tome 5), Tiggie d'Aplièses voit un cerf blanc qu'elle surnomme Pégase.
Dans la série télévisée Dexter : New Blood, Dexter traque un cerf blanc. Parfaitement aligné dans sa lunette de visée, il n’appuie pas, conscient du symbole qu’il représente.
Dans l'épisode 3 de la saison 1 de House of the Dragon (intitulé « Aegon le deuxième »), un cerf blanc est traqué par la cour du roi Viserys lors de la chasse royale organisée en l'honneur de son fils Aegon II. Symbolisant le futur héritier au trône, c'est Rhaenyra (la fille du roi) qui est finalement la seule à apercevoir l'animal.